# Clairveld
Het Clairveld is een olieveld zo'n 75 kilometer ten westen van de Shetlandeilanden met een waterdiepte van 140 meter. Hoewel het al in 1977 werd ontdekt, was lang niet duidelijk of de reserves economisch te winnen waren. In 1996 bleek uit proefboringen dat dit het geval was en het jaar daarop werd besloten het veld te ontwikkelen. In 2001 begon de eerste fase met de bouw het Clairplatform. Dit begon in het derde kwartaal van 2004 te produceren. In 2013 is met de tweede fase begonnen, de ontwikkeling van Clair Ridge ten noorden van het Clairplatform. Dit moet in het tweede kwartaal van 2015 gaan produceren. Of er een derde fase komt, hangt af van proefboringen.